# Niš
Niš (tiếng Serbia: Ниш) là thành phố lớn nhất ở miền nam Serbia. Thành phố Niš có diện tích 597  km², dân số là 260.237 người (năm 2005), trong đó nội thị là 231.590 người. Đây là thành phố lớn thứ 3 Serbia về dân số, sau thủ đô Beograd, Novi Sad.
Niš là thủ phủ hành chính của quận Nišava.
Đây là một trong những thành phố cổ nhất ở Balkan và châu Âu, từ thời cổ là cửa ngõ giữa phương Đông và phương Tây. Đại học Niš có khoảng 30.000 sinh viên theo học.
Niš là nơi sinh của Constantine Đại đế, Hoàng đế La Mã Thiên chúa giáo đầu tiên, người sáng lập Constantinopolis, cũng như hai vị hoàng đế La Mã khác, Constantius III và Justin I. Thành phố có một trong những nhà thờ Thiên chúa giáo cổ nhất Serbia, xây vào thế kỷ 4 ở ngoại ô Mediana.

## Khí hậu
| Dữ liệu khí hậu của Niš (1981–2010)                   | Dữ liệu khí hậu của Niš (1981–2010) | Dữ liệu khí hậu của Niš (1981–2010) | Dữ liệu khí hậu của Niš (1981–2010) | Dữ liệu khí hậu của Niš (1981–2010) | Dữ liệu khí hậu của Niš (1981–2010) | Dữ liệu khí hậu của Niš (1981–2010) | Dữ liệu khí hậu của Niš (1981–2010) | Dữ liệu khí hậu của Niš (1981–2010) | Dữ liệu khí hậu của Niš (1981–2010) | Dữ liệu khí hậu của Niš (1981–2010) | Dữ liệu khí hậu của Niš (1981–2010) | Dữ liệu khí hậu của Niš (1981–2010) | Dữ liệu khí hậu của Niš (1981–2010) |
| Tháng                                                 | 1                                   | 2                                   | 3                                   | 4                                   | 5                                   | 6                                   | 7                                   | 8                                   | 9                                   | 10                                  | 11                                  | 12                                  | Năm                                 |
| ----------------------------------------------------- | ----------------------------------- | ----------------------------------- | ----------------------------------- | ----------------------------------- | ----------------------------------- | ----------------------------------- | ----------------------------------- | ----------------------------------- | ----------------------------------- | ----------------------------------- | ----------------------------------- | ----------------------------------- | ----------------------------------- |
| Cao kỉ lục °C (°F)                                    | 21.7 (71.1)                         | 23.5 (74.3)                         | 28.6 (83.5)                         | 33.0 (91.4)                         | 34.7 (94.5)                         | 40.3 (104.5)                        | 44.2 (111.6)                        | 42.2 (108.0)                        | 37.2 (99.0)                         | 32.6 (90.7)                         | 29.0 (84.2)                         | 22.2 (72.0)                         | 44.2 (111.6)                        |
| Trung bình ngày tối đa °C (°F)                        | 5.0 (41.0)                          | 7.5 (45.5)                          | 13.0 (55.4)                         | 18.4 (65.1)                         | 23.8 (74.8)                         | 27.1 (80.8)                         | 29.8 (85.6)                         | 30.1 (86.2)                         | 25.0 (77.0)                         | 19.3 (66.7)                         | 11.9 (53.4)                         | 6.1 (43.0)                          | 18.1 (64.6)                         |
| Trung bình ngày °C (°F)                               | 0.6 (33.1)                          | 2.4 (36.3)                          | 7.0 (44.6)                          | 12.2 (54.0)                         | 17.1 (62.8)                         | 20.4 (68.7)                         | 22.5 (72.5)                         | 22.3 (72.1)                         | 17.4 (63.3)                         | 12.3 (54.1)                         | 6.4 (43.5)                          | 2.1 (35.8)                          | 11.9 (53.4)                         |
| Tối thiểu trung bình ngày °C (°F)                     | −2.2 (28.0)                         | −1.4 (29.5)                         | 2.3 (36.1)                          | 6.4 (43.5)                          | 11.0 (51.8)                         | 13.8 (56.8)                         | 15.4 (59.7)                         | 15.4 (59.7)                         | 11.5 (52.7)                         | 7.4 (45.3)                          | 2.6 (36.7)                          | −0.8 (30.6)                         | 6.8 (44.2)                          |
| Thấp kỉ lục °C (°F)                                   | −23.7 (−10.7)                       | −19.3 (−2.7)                        | −13.2 (8.2)                         | −5.6 (21.9)                         | −1.0 (30.2)                         | 4.2 (39.6)                          | 4.1 (39.4)                          | 4.6 (40.3)                          | −2.2 (28.0)                         | −6.8 (19.8)                         | −14.0 (6.8)                         | −15.8 (3.6)                         | −23.7 (−10.7)                       |
| Lượng Giáng thủy trung bình mm (inches)               | 38.8 (1.53)                         | 36.8 (1.45)                         | 42.5 (1.67)                         | 56.6 (2.23)                         | 58.0 (2.28)                         | 57.3 (2.26)                         | 44.0 (1.73)                         | 46.7 (1.84)                         | 48.0 (1.89)                         | 45.5 (1.79)                         | 54.8 (2.16)                         | 51.5 (2.03)                         | 580.3 (22.85)                       |
| Số ngày giáng thủy trung bình (≥ 0.1 mm)              | 13                                  | 13                                  | 12                                  | 13                                  | 12                                  | 11                                  | 9                                   | 8                                   | 9                                   | 9                                   | 11                                  | 14                                  | 134                                 |
| Độ ẩm tương đối trung bình (%)                        | 80                                  | 74                                  | 66                                  | 63                                  | 65                                  | 65                                  | 61                                  | 61                                  | 69                                  | 73                                  | 77                                  | 81                                  | 70                                  |
| Số giờ nắng trung bình tháng                          | 64.5                                | 93.3                                | 147.8                               | 171.5                               | 220.9                               | 251.2                               | 286.7                               | 274.3                               | 201.9                               | 150.5                               | 85.9                                | 49.4                                | 1.997,7                             |
| Nguồn: Republic Hydrometeorological Service of Serbia |                                     |                                     |                                     |                                     |                                     |                                     |                                     |                                     |                                     |                                     |                                     |                                     |                                     |